# Slipform paver

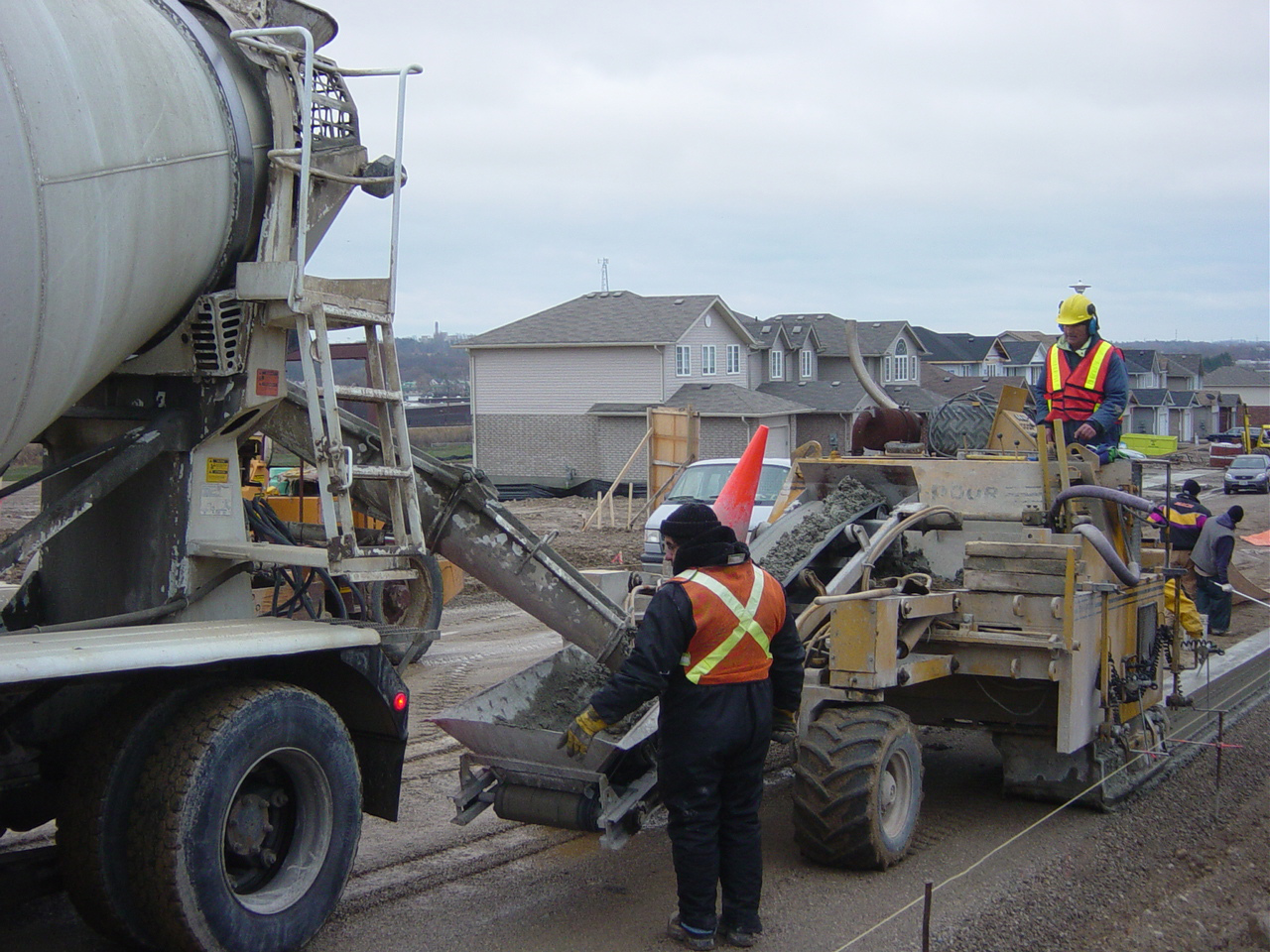
Slipform paver aan het werk.

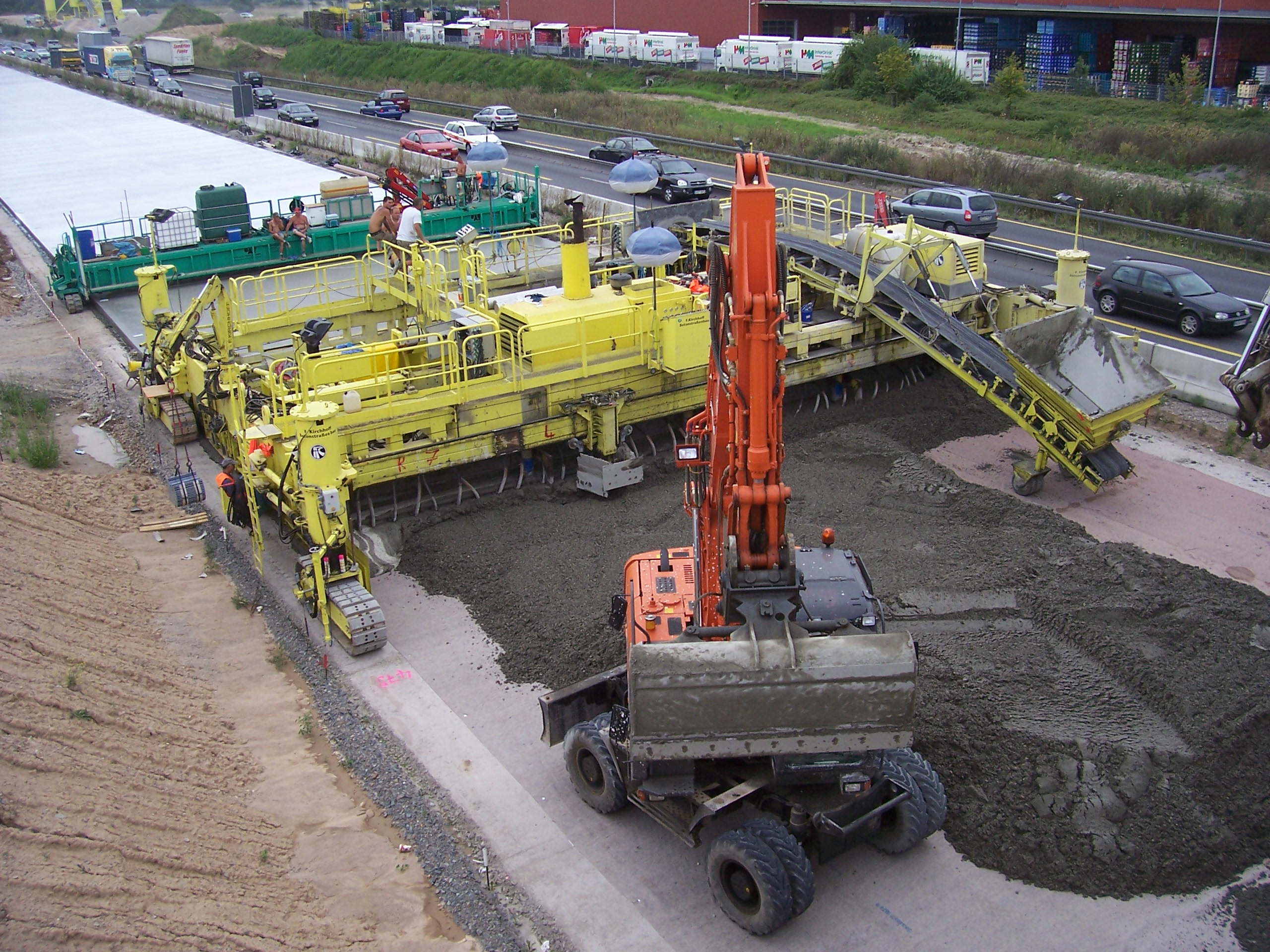
Een zeer groot exemplaar, waarmee in een keer het wegdek van een autosnelweg wordt aangelegd.

Een slipform paver is een machine om betonverharding aan te leggen. De machine werkt op basis van glijbekisting. De betonmortel wordt vóór de machine gestort, waarna in één arbeidsgang de plastische betonmortel wordt verdicht en op hoogte en afschot wordt afgewerkt. De grotere pavers met een werkbreedte tot 16 meter worden gebruikt voor autowegen en busbanen. De kleinere pavers worden ingezet voor molgoten, trottoirbanden en fietspaden.
Belangrijk onderdeel van een betonverharding zijn de langs- en dwarsvoegen, die nodig zijn om de weg uit te kunnen laten zetten bij hitte. Om deze voegovergangen goed te laten functioneren worden ze gedeeltelijk ingezaagd en uitgevoerd met deuvels.